# Sportvereniging Zulte Waregem 2007-2008
Questa voce raccoglie le informazioni riguardanti lo Sportvereniging Zulte Waregem nelle competizioni ufficiali della stagione 2007-2008.

## Rosa
| N. |                    | Ruolo | Calciatore              |
| -- | ------------------ | ----- | ----------------------- |
| 1  | Belgio (bandiera)  | P     | Geert De Vlieger        |
| 2  | Belgio (bandiera)  | D     | Stijn Minne             |
| 3  | Belgio (bandiera)  | D     | David Triantafillidis   |
| 4  | Belgio (bandiera)  | D     | Bart Van Zundert        |
| 5  | Francia (bandiera) | D     | Loris Reina             |
| 6  | Belgio (bandiera)  | C     | Ludwin Van Nieuwenhuyze |
| 7  | Belgio (bandiera)  | A     | Tim Matthys             |
| 8  | Belgio (bandiera)  | C     | Kevin Roelandts         |
| 9  | Croazia (bandiera) | A     | Nikica Jelavić          |
| 10 | Francia (bandiera) | C     | Matthieu Verschuère     |
| 11 | Belgio (bandiera)  | C     | Stijn Meert             |
| 12 | Brasile (bandiera) | C     | Rudison Ferreira        |
| 14 | Senegal (bandiera) | A     | Mbaye Leye              |

| N. |                    | Ruolo | Calciatore                        |
| -- | ------------------ | ----- | --------------------------------- |
| 15 | Belgio (bandiera)  | D     | Nathan D'Haemers                  |
| 16 | Brasile (bandiera) | A     | Leandro Barrios Rita dos Martires |
| 17 | Senegal (bandiera) | D     | Khalifa Sankaré                   |
| 18 | Belgio (bandiera)  | C     | Lander Vansteenbrugge             |
| 19 | Belgio (bandiera)  | C     | Jonas Vandermarliere              |
| 20 | Belgio (bandiera)  | A     | Janis Coppin                      |
| 21 | Belgio (bandiera)  | P     | Sammy Bossut                      |
| 22 | Francia (bandiera) | D     | Frédéric Dindeleux                |
| 23 | Belgio (bandiera)  | D     | Bart Buysse                       |
| 24 | Belgio (bandiera)  | D     | Karel D'Haene                     |
| 25 | Belgio (bandiera)  | P     | Thierry Coppens                   |
| 26 | Belgio (bandiera)  | D     | Giuseppe Riolo                    |
| 27 | Belgio (bandiera)  | C     | Diego Van Wingen                  |